# Nicklas Grossmann
Nicklas Grossmann (Stockholm, 1985. január 22. –) svéd profi jégkorongozó.

## Karrier
Komolyabb junior karrierjét a Södertälje SK junior tagozatában kezdte 2000-ben. 2003–2004-ben egy mérkőzésen bemutatkozott a svéd legefelső osztályban de ezután visszakerült a juniorok közé. A következő szezonban már csak a felnőttek között játszott. A 2004-es NHL-drafton a Dallas Stars választotta ki a második kör 56. helyén. 2005-ben átkerült a tengeren túlra, ahol az American Hockey League-es Iowa Starsban kezdett játszani. A következő év nagy részét az iowai csapatban töltötte de nyolc mérkőzésre felkerült a National Hockey League-be a Dallas Starsba. 2007 óta a rendszeres kerettag a Dallas Starsban. Igazi védekező védő: nagyon kevés pontot szerez. A Starban 333 mérkőzés alatt mindössze 41 pontot szerzett. Csak egyszer jutottak be a rájátszásba 5 szezon alatt. 2012. február 16-án, szezon közben a Stars elcserélte őt a Philadelphia Flyersszel egy második körös draftjogért a 2012-es drafton és egy harmadik körös draftjogért a 2013-as drafton.
2012. március 6-án, röviddel a csere után derült ki, hogy egész pályafutása során rosszul volt írva a neve a mezére és minden kereskedelmi termékre. A neve végéről lehagytak egy n betüt. Elmondása szerint nem mert szólni ezért a hibáért.

## Nemzetközi szereplés
A 2005-ös U-20-as jégkorong-világbajnokságon csapatkapitányként vezette a svédeket. A negyeddöntőben súlyos vereséget szenvedtek az amerikai válogatott-tól (2–8). A 2009-es IIHF jégkorong-világbajnokságon tagja volt a bronzérmet nyerő svéd válogatottnak. Legközelebb a 2011-es IIHF jégkorong-világbajnokságon játszott a válogatottban, ahol a döntőben a finnektől kaptak ki 1–6-ra.

## Karrier statisztika
| 2003–2004       | Södertälje SK       | SEL             | 1   | 0  | 0  | 0  | 0   | —  | — | — | — | —  |
| 2004–2005       | Södertälje SK       | SEL             | 31  | 0  | 2  | 2  | 14  | 9  | 0 | 0 | 0 | 0  |
| 2005–2006       | Iowa Stars          | AHL             | 61  | 2  | 3  | 5  | 49  | 7  | 0 | 1 | 1 | 4  |
| 2006–2007       | Iowa Stars          | AHL             | 67  | 2  | 8  | 10 | 40  | 8  | 0 | 0 | 0 | 10 |
| 2006–2007       | Dallas Stars        | NHL             | 8   | 0  | 0  | 0  | 4   | —  | — | — | — | —  |
| 2007–2008       | Dallas Stars        | NHL             | 62  | 0  | 7  | 7  | 22  | 18 | 1 | 1 | 2 | 6  |
| 2008–2009       | Dallas Stars        | NHL             | 81  | 2  | 10 | 12 | 51  | —  | — | — | — | —  |
| 2009–2010       | Dallas Stars        | NHL             | 71  | 0  | 7  | 7  | 32  | —  | — | — | — | —  |
| 2010–2011       | Dallas Stars        | NHL             | 59  | 1  | 9  | 10 | 35  | —  | — | — | — | —  |
| 2011–2012       | Dallas Stars        | NHL             | 52  | 0  | 5  | 5  | 26  | —  | — | — | — | —  |
| 2011–2012       | Philadelphia Flyers | NHL             | 22  | 0  | 6  | 6  | 10  | 9  | 0 | 1 | 1 | 8  |
| 2012–2013       | Södertälje SK       | Svéd-2          | 4   | 0  | 1  | 1  | 4   | —  | — | — | — | —  |
| 2012–2013       | Philadelphia Flyers | NHL             | 30  | 1  | 3  | 4  | 21  | —  | — | — | — | —  |
| 2013–2014       | Philadelphia Flyers | NHL             | 78  | 1  | 13 | 14 | 55  | 4  | 0 | 0 | 0 | 2  |
| 2014–2015       | Philadelphia Flyers | NHL             | 68  | 5  | 9  | 14 | 32  | —  | — | — | — | —  |
| NHL összesített | NHL összesített     | NHL összesített | 531 | 10 | 69 | 79 | 288 | 31 | 1 | 2 | 3 | 16 |
| AHL összesített | AHL összesített     | AHL összesített | 128 | 4  | 11 | 15 | 89  | 15 | 0 | 1 | 1 | 14 |
| SEL összesített | SEL összesített     | SEL összesített | 36  | 0  | 3  | 3  | 18  | 9  | 0 | 0 | 0 | 0  |

## Díjai
- Világbajnoki bronzérem: 2009
- Világbajnoki ezüstérem: 2011